# Cypr na Letniej Uniwersjadzie 2007
Cypr na Letniej Uniwersjadzie w Bangkoku reprezentowało  zawodników. Cypryjczycy zdobyli 3 medale (1 złoty i 2 srebrne)

## Medale

### Złoto
- Andreas Chasikos - strzelectwo, skeet

### Srebro
- Drużyna strzelców - skeet
- Kyriakos Ioannou - lekkoatletyka, skok wzwyż